# Автошлях О 020407
Автошля́х О 020407 — автомобільний шлях довжиною 32.7 км, обласна дорога місцевого значення в Вінницькій області. Пролягає по Гайсинському району від міста Гайсин до смт Теплик.

## Маршрут
Автошлях проходить через такі населені пункти:
| Автошлях О 020407 |        |
| Вінницька область |        |
| Гайсинський район |        |
| Гайсин            | E50М12 |
| Бережне           |        |
| Гнатівка          |        |
| Кущинці           |        |
| Зятківці          |        |
| Кіблич            |        |
| Огіївка           |        |
| Карабелівка       |        |
| Степанівка        |        |
| Теплик            |        |